# Clara Albrecht
Clara Albrecht (* um 1873 in Schwerin; † 7. Februar 1927 in Bütow, Pommern) war eine deutsche Theaterschauspielerin. 

## Leben
Ihr Vater war ebenfalls bühnentätig und zwar Mitglied der Hofbühne in Schwerin. Schon in frühester Jugend beschloss sie, Schauspielerin zu werden. Sie nahm dramatischen Unterricht bei Carl Pander und begann 1890 ihre eigentliche Bühnentätigkeit in Potsdam, wo sie als „Trude“ in „Kinder der Exzellenz“ debütierte, nachdem sie sich vorher bei einer reisenden Gesellschaft schauspielerisch versucht hatte. Dann kam sie nach Magdeburg ans Residenztheater, nach Chemnitz und nach Halle und wurde 1898 nach erfolgreich absolviertem Gastspiel als „Cyprienne“ und „Grille“ für die Hofbühne in Darmstadt verpflichtet. Sie wirkte im Fache der munteren Liebhaberinnen, jugendlichen Salondamen und modernen Sentimentalen. Ihre „Käthe“ in „Einsame Menschen“, „Vittorino“ in „Renaissance“, „Rautendelein“, „Isa“ in „Fall Clemenceau“ und „Goldene Eva“ waren wirkungsvolle Leistungen, die durch Sicherheit des Spiels, feine Nuancierung und naturgetreue Darstellung reiche Anerkennung fanden. Über ihren Lebensweg nach 1902 ist wenig bekannt.